# Longinos (Palencia)
Longinos, también conocido como La Lanzada, es una obra realizada por José de Rozas y Antonio Vázquez entre 1691 y 1692. Portado el Viernes Santo por la Cofradía de Nuestro Padre Jesús Nazareno y Nuestra Madre la Virgen de la Amargura, el grupo escultórico está ubicado en una dependencia anexa a la Capilla de Jesús Nazareno de Palencia (Castilla y León, España).

## Historia
La idea de elaborar un conjunto escultórico sobre este episodio evangélico surgió el 22 de abril de 1691; en aquel entonces la cofradía gozaba de una buena situación económica, por lo que se discutió acerca de en qué invertir el dinero que había en las arcas. Tras varias propuestas, el cofrade Juan García tuvo éxito al solicitar la hechura de un paso con una representación de Longinos al momento de clavar la Lanza Sagrada en el costado de Cristo durante su crucifixión:

Cabildo en 22 de abril del año 1691. En la ciudad de Palencia, a beinte y dos días del mes de abril de mill y seiscientos y nobenta años, los señores alcaldes Antonio Delgado y Francisco de la Puente, abiendo mandado a Ygnazio Martínez, nuestro llamador, para que llamase del día antes a cabildo, diziendo era para tratar negozios de la cofradía, al dicho cabildo se allaron presentes los señores Antonio Delgado y Francisco de la Puente, alcaldes, Juan Garzía... todos cofrades de Jhs. Nazareno, el señor alcalde Antonio Delgado, haziendo la cortesía debida, se alzó y dijo que para lo que se abían juntado era para dar quenta a la cofradía cómo se allaban con zierta cantidad de maravedís y que abía diferentes parezeres en qué se abía de distribuir dicha cantidad. Y por ebitar de diferenzias, daba quentta a la cofradía para la dispusición de lo que más conbenga. Y bisto, oydo y entendido por la cofradía, el señor nombrado Juan Garzía propuso se hiziesse un passo del Lonjinos para mayor adorno de la prozessión del biernes santo. Y abiendo entendido la dicha relazión echa por mí, el secretario, todos los cofrades fueron de parezer se hiziese el paso del Lonjinos con todas las figuras que le corresponde... y luego se pasó a la dispusizión que abía de aber para los encargos de la fábrica del paso.: 118 

Una vez aprobada la propuesta se encomendó a José de Rozas la elaboración de la obra (en la que también participó Antonio Vázquez), efectuando una delegación de la hermandad una visita el 3 de junio al taller, situado en Valladolid, para verificar el diseño realizado por el escultor:

Cabildo en 3 de junio del año de
1691. El señor alcalde Antonio Delgado, aziendo la cortesía debida, dijo que para lo que se abían juntado era para que biesen el modelo que abía echo Joseph de Rozas, maestro escultor y vezino de la ciudad de Valladolid, de horden de Antonio Pérez, comisario para dicho efecto, el cual parezió muy bien a la cofradía y se encargó a todos los comisarios la brebedad.: 119 

Al año siguiente, el 25 de febrero de 1692, otra comisión regresó al taller para comprobar el avance de la obra, dando finalmente su visto bueno con el asesoramiento de expertos en arte:

Cabildo en 2 de marzo del año 1692. También fue propuesto por mí, Antonio Pérez, cómo el dicho día beinte y cinco del mes de febrero pasado deste año los señores Simón de la Calle y Manuel López, alcaldes, y Manuel Nazareno, nombrado, Francisco de la Puente, Antonio Delgado y yo, Antonio Pérez, todos, como comisarios nombrados por la cofradía para la fábrica del paso del Lonjinos, fuimos a la ciudad de Valladolid a reconocer cómo yba dicho paso y asimismo en qué estado estaba, mediante estar tan en la mano la Semana Santa. Con que por otros maestros que nos asistieron, como fueron escultores y pintores, fue reconozida la dicha obra, la qual dieron por buena asi de escultura como de pintura, por estar según arte y ley. Con que los maestros que executan dicho paso dijeron le darían acabado para el domingo declarado deste año, sin que ubiese falta alguna, y asimismo bendrían a esta ciudad para asentarle en el tablero.: 119 

La cofradía, satisfecha con la labor de Rozas y Vázquez, acordó un presente de 100 reales para los escultores:

Ya que no hay lugar de bolber a juntar la cofradía y aber obrado estos maestros con tanta prontitud y bijilanzia, que se les diese para los gastos de la estanzia que ubieren de tener en esta ciudad... Acordó la cofradía que, por bía de regalo y agradecimiento, se den a dichos maestros cien reales de vellón, ya en dinero o en regalo.: 119 

Poco después de la segunda visita al taller, el 27 de marzo, Juan de Lozares se ofreció a trasladar el paso a Palencia, corriendo los gastos del transporte por su cuenta y quedando el grupo escultórico instalado en el palacio de la cofradía el 30 de marzo:

Cabildo en 27 de marzo del año 1692. Pasaron dichos señores a dilijenziar y traer el paso. Respecto a estar ya acabado y no hallando persona que se quisiese resolber traerle, se ofrezió Juan de Lozares, recetor al presente de dicha cofradía, y darle puesto en el palazio dentro de tres días, siendo a su cargo todos los gastos que fueren nezesarios... Con que el dicho Juan de Lozares puso el paso en el palazio en 30 de marzo de este año.: 119 

Rozas y Vázquez percibieron finalmente una suma total de 4600 reales por la hechura de la obra (precio previamente acordado) más 50 reales a modo de obsequio y otros 100 una vez realizada la entrega del grupo escultórico, desconociéndose qué cantidad cobró Rozas y qué suma recibió Vázquez, pues en las escrituras no consta cuánto se pagó a cada escultor ni qué tallas corresponden a cada uno:

Primeramente se les recibe y pasa en quenta a los dichos señores nombra dos mill seiszientos y sesenta y ocho reales que pagaron a Antonio Vázquez y Joseph de Rozas, maestros escultores y vezinos de la ciudad de Valladolid, por la fábrica del paso de Lonjinos, que con mil duzientos y sesenta y un reales que dieron a dichos maestros Joseph Cozina y Juan Garzía, nombrados del año de nobenta y uno, y mill seiszientos y setenta y un reales que asimesmo dio Juan de Lozares, rezetor del año de nobenta y dos, montan los quatro mill y seiszientos reales en que se conzertó dicho paso, lo qual consta de carta de pago que dieron dichos maestros, que está cosida en el libro de acuerdos de la confradía.: 120 

Mas se les hazen buenos cinquenta reales que costó un presente que se hizo a los maestros que abian de azer el paso de Lonjinos, al tiempo y quando se conzertó y se hizieron las escrituras... Mas se azen buenos cien reales que se dieron de agasajo a Antonio Vázquez y Joseph de Rozas, personas que hizieron el paso de Lonjinos, por razón de aber cumplido así para el día que se capituló le abían de entregar, como en su buena fábrica y para ayuda de costa que hizieron en esta ciudad al tiempo que le armaron.: 120 

Hay constancia así mismo entre 1692 y 1693 de un pago al escultor Bartolomé Sánchez por una intervención menor en el paso:

Mas se les hazen buenos doze reales que pagaron a Bartolomé Sánchez, maestro escultor, por el trabajo de aber engrapado unas yendas que tenía el caballo del Onjinos.: 120 

Por último, consta en 1696 una obra efectuada por Bernardo López de Frías consistente en cambiar el movimiento de uno de los brazos del sayón emplazado a la izquierda de Longinos:: 87 

Mas se le azen buenos [...] reales [...] por el trabajo de [...] aber vuelto un brazo al soldado que va en el paso de Lonjinos.: 124 

## Descripción
Copia del conjunto vallisoletano tallado por Gregorio Fernández entre 1610 y 1617 y actualmente desaparecido a excepción de tres imágenes (Longinos, la Dolorosa y San Juan), conservadas todas ellas en el Museo Nacional de Escultura, el conjunto de Palencia se compone de un total de siete imágenes, lo que lo convierte en uno de los grupos escultóricos más numerosos en desfilar en Semana Santa: Cristo, la Dolorosa, San Juan, Longinos y tres sayones. Las imágenes de la Dolorosa y San Juan se disponen simétricamente a ambos lados de la cruz, aumentando el grado de simetría con los dos sayones que cierran la escena, los cuales dotan de cierto carácter majestuoso y teatral a la obra. Relacionado con La Crucifixión, paso de idéntica temática en Medina de Rioseco, a diferencia de este el conjunto de Palencia carece de una representación de María Magdalena, recayendo la carga emocional de la pieza únicamente en San Juan y la Dolorosa:

### Cristo
La imagen, de escaso patetismo y con la anatomía levemente insinuada, muestra a Jesús muerto en la cruz con la cabeza caída sobre el pecho, lo que junto con la relajación de la musculatura del vientre y de las piernas dota de naturalidad a la pieza, caracterizada por una actitud totalmente relajada, sin la menor torsión o contracción como muestra de dolor. Posee carnaciones mate y apenas se divisan regueros de sangre, teniendo el paño de pureza suaves pliegues. Timoteo García Cuesta asignó la talla a Rozas en base a diversas características tales como la barba partida en el mentón, el rostro alargado y la boca entreabierta, todo ello idéntico al Cristo elaborado por el entallador en 1694 para el paso Jesús camino del Calvario, en el que también trabajaron Vázquez y López de Frías. En ambas no se dibujan gesticulaciones exageradas sino expresiones relajadas y naturales dotadas de dignidad, todo ello en pos de una mayor calidad, si bien la talla del Longinos posee un menor modelado.: 87–88 

### Longinos
La imagen, de escaso valor artístico,: 88  se halla a lomos de un caballo y posee un rostro en el que sobresalen una boca abierta y una larga y espesa barba de marcadas ondulaciones. En la mano derecha porta la lanza con la que perfora el costado de Cristo, apreciándose en los párpados inferiores las gotas de sangre que según Santiago de la Vorágine cayeron sobre sus ojos y le curaron de sus problemas de visión. Viste un sayo en color oliva con botonadura dorada frontal (acorde a la moda del siglo XVII), camisa interior naranja, calzón azul, botas altas de color negro, turbante blanco con franjas azules y rojas, y una capa bermellón artísticamente recogida en el brazo izquierdo. Por su parte, el caballo posee un elevado grado de realismo y, al igual que Longinos, dirige su mirada al crucificado.

### Dolorosa
La Dolorosa aparece representada mostrando un rostro afligido y suplicante, con el dolor acentuado por la posición de los brazos, extendidos como si se dispusiese a abrazar el cadáver de su hijo. Viste túnica roja, manto azul recogido sobre el hombro derecho y cubierto de pliegues acartonados, toca blanca y zapatos negros. Fue asignada por García Cuesta a la producción de Vázquez en base a las similitudes de la imagen con una de sus obras: la Verónica del paso Jesús camino del Calvario. Ambas lucen pliegues angulosos y profundos además de mangas y ceñidores muy similares, destacando particularmente la semejanza en el número y la trayectoria de las líneas de las palmas de las manos en ambas piezas, si bien la característica que más apoya esta adjudicación es la gesticulación tanto de la Dolorosa como de la Verónica, ya que las dos reflejan una mezcla de incertidumbre, quebranto y piedad.: 88 

### San Juan
San Juan figura con el rostro compungido y al borde del llanto, todo ello acentuado por una boca entreabierta y unas cejas arqueadas. Los brazos están doblados a imagen y semejanza de las Piedades, estando el cabello dotado de espesos rizos, rasgo propio del barroco pleno. Viste túnica verde oscuro y manto bermellón recogido sobre el hombro derecho, todo él cubierto de angulosos drapeados. García Cuesta asignó su hechura a Vázquez en base a las mismas características que la Dolorosa.: 88 

### Sayones
Los tres sayones cierran el conjunto y, junto con Longinos, son las únicas piezas que no pueden ser atribuidas con seguridad a ninguno de los dos entalladores,: 88  aunque al menos una fuente las considera obra de Rozas junto con San Juan, nombrando por otro lado a Rozas y Vázquez idistintamente como ejecutores de las tallas de Cristo y la Dolorosa. El sayón posicionado a la izquierda de Longinos muestra ambos brazos erguidos y rostro de asombro, sin rasgos grotescos como era costumbre en la época representar a los verdugos en los pasos. Viste camisa roja con botonadura dorada en el frente, jubón verde oscuro con acuchillado en las mangas, calzón de idéntico color también con acuchillado y sujeto a la cintura con cintas del mismo tono que la camisa, botas marrones y gorro rojo. Los dos sayones restantes se hallan posicionados detrás del caballo y cierran la composición. El de la derecha muestra un rostro sereno caracterizado por una perilla y un bigote con las puntas hacia arriba (semejante al centurión del paso homónimo riosecano), teniendo el brazo derecho alzado para sostener una lanza y el izquierdo flexionado. Viste sayo color calabaza con hilera de botones en el frente, camisa interior grisácea, calzones ocre con franjas del mismo color que el sayo, mangas anchas desde el hombro hasta el codo idénticas a nivel cromático al calzón y ceñidas en el antebrazo (donde son enteramente de color calabaza), botas marrones y casco. Por último, el de la izquierda, con una pose invertida en comparación con su compañero y con cierto aspecto grotesco, luce una coraza en tono metalizado, mangas y calzones en verde oscuro con botonadura lateral en dorado, medias bermellón, un cinturón del que pende una espada, zapatos marrones y casco.